# Valdemar Henckel
Niels Valdemar Henckel (født Niels Valdemar Petersen den 1. april 1877 i København, død januar 1953 i Hellerup) var en driftig erhvervsmand og gullaschbaron, uddannet skibsbygger, teglværks- og skibsværftsejer samt byggematador med omfattende aktiviteter i København og Kalundborg, bl.a. Kalundborg Skibsværft.
Niels Valdemar Petersen blev født uden for ægteskab på Fødselsstiftelsen i København, og da forældrene senere blev gift, døde faderen efter ganske kort tid. Moderen blev atter gift (med Oscar Alexander Henckel), som senere adopterede Niels Valdemar, der herefter fik efternavnet Henckel. Valdemar voksede derefter op sammen med et par yngre brødre under meget beskedne kår, men det lykkedes ham at gennemføre en uddannelse som skibsbygger på Orlogsværftet på Holmen i København.